# Alexandrine Fanier

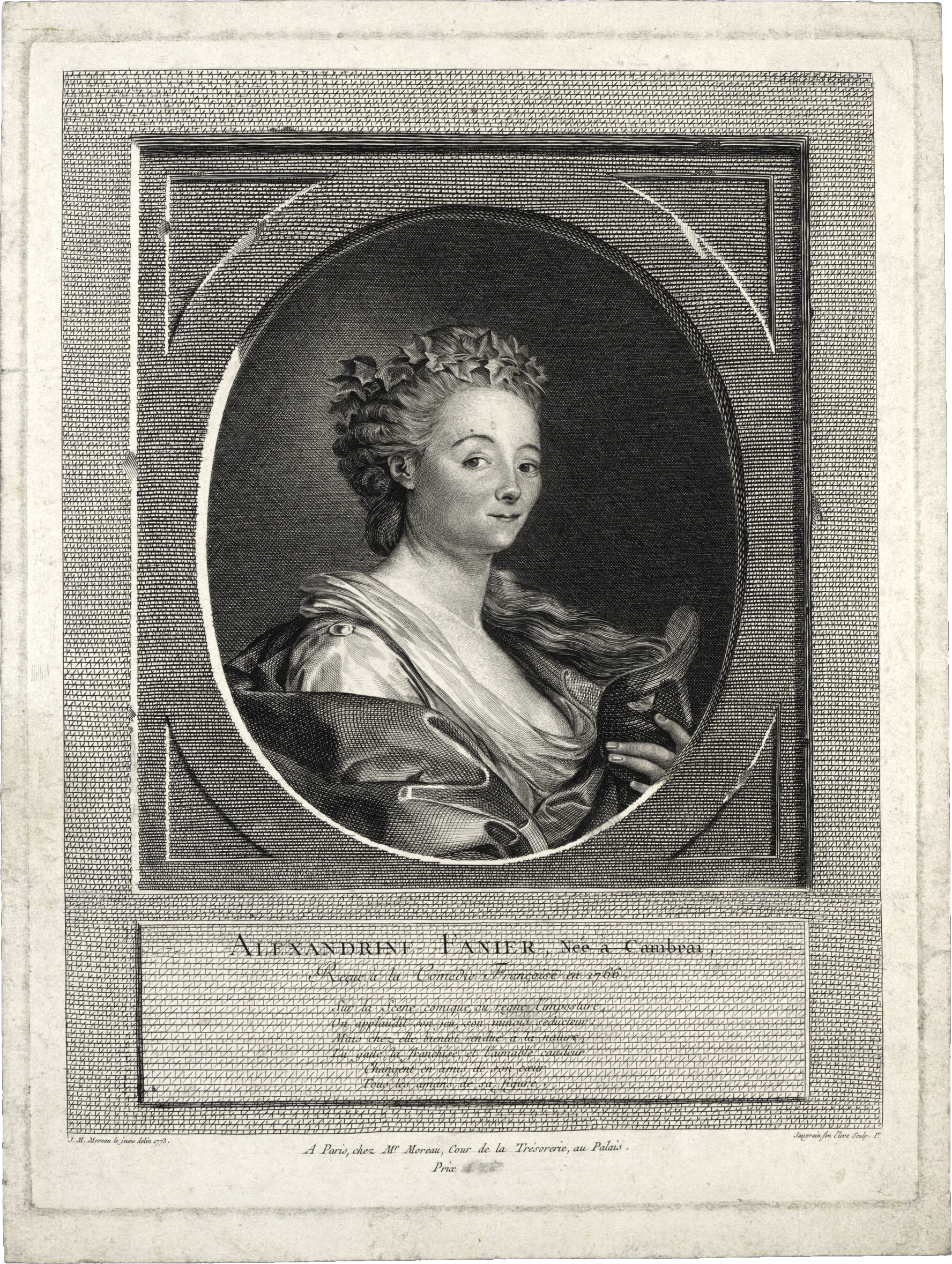
Alexandrine Fanier

Alexandrine Louise Fanier, kurz Alexandrine Fanier (* 26. Oktober 1745 in Cambrai; † 3. Juni 1821 in Montmartre), war eine französische Schauspielerin.
Wie Fanier nach Paris kam, liegt im Dunklen, jedoch gab sie 1764 ihr Debüt an der Comédie-Française. Begleitend zu ihrer Bühnentätigkeit bekam sie von ihrem Schauspielkollegen François-René Molé Unterricht, der sie für die Rollen als Magd oder Dienstmädchen vorbereitete. Dafür bekam er einen Bonus von 500 Livre und Fanier 2000 Livre. Sie entwickelte sich rasch zur gefragten Soubrette und wurde in 22 Uraufführungen besetzt. Ihr fragiler Gesundheitszustand brachte sie dann 1786 dazu, den Bühnenabschied zu nehmen, und sie kehrte, trotz mehrfacher Bitten, nicht zurück.
Während ihrer Laufbahn bekam sie etliche Gratifikationen. Erst von Ludwig XV. und danach auch von seinem Sohn Ludwig XVI. wurde ihr, zu ihrem Salär der Comédie, eine Pension von 2000 Livre zuteil. Zu ihrem Bühnenabschied erhielt sie vom König weitere 1000 Livre und anschließend 1500 Livre Pension der Comédie.

## Privates
Fanier war sehr mit dem Poeten Claude-Joseph Dorat befreundet und saß an seinem Sterbebett. Es wurde auch vermutet, dass die beiden heimlich verheiratet waren, was sich nie beweisen lassen konnte. Im Alter von 48 Jahren heiratete sie nachweislich den deutlich jüngeren Louis Marie Gosse, über dessen Verbleib nichts Weiteres bekannt ist. Ihre letzten zwei Lebensjahre verbrachte Fanier, gesundheitlich stark angeschlagen, in einem Hospiz in Montmartre, wo sie auch starb.